# Wellness Kuřim
Wellness Kuřim je rekonstruovaný aquapark v Kuřimi otevřený v říjnu 2010.

## Popis
Jeho součástí je 25metrový bazén se čtyřmi drahami, školní výukový bazén 6 x 10 m s vodními chrliči, brouzdaliště se skluzavkou či 75 m dlouhý tobogán se světelnými efekty. V areálu se nachází i rekreační bazén s divokou řekou, vlnovací jeskyní a protiproudem nebo vířivka. 
Ve wellness zóně se nachází fitness a relaxační centrum s finskou nebo tropickou saunou a několika druhy zábalů a koupelí (pivní, rašelinová, bylinná či solná). Součástí areálu jsou také dva venkovní bazény, dětské hřiště a hřiště na beachvolejbal.

## Poloha
Areál Wellness Kuřim se nachází v severní části města Kuřim, na ulici Blanenská nedaleko polikliniky.